# Best in the World (2013)
Best in the World (2013) foi um evento pay-per-view transmitido pela internet (iPPV) realizado pela Ring of Honor, que ocorreu no dia 22 de junho de 2013 no Du Burns Arena na cidade de Baltimore, Maryland. Esta foi a quarta edição da cronologia do Best in the World.
O evento evento contou com oito lutas no total. Nas principais, Matt Taven, manteve o ROH World Television Championship ao derrotar Jimmy Jacobs e Jay Lethal em uma luta 3-way; reDRagon (Bobby Fish e Kyle O'Reilly) derrotaram S.C.U.M. (Rhett Titus e Cliff Compton) e C&C Wrestle Factory (Caprice Coleman e Cedric Alexander) para manterem o ROH World Tag Team Championship; Matt Hardy derrotou Kevin Steen em uma luta sem desqualificações, enquanto Jay Briscoe derrotou seu irmão Mark para manter o ROH World Championship.

## Antes do evento
Best in the World (2013) teve lutas de wrestling profissional envolvendo diferentes lutadores com rivalidades e storylines pré-determinadas que se desenvolveram no Ring of Honor Wrestling — programa de televisão da Ring of Honor (ROH). Os lutadores interpretaram um vilão ou um mocinho seguindo uma série de eventos para gerar tensão, culminando em várias lutas.

## Após o evento
O Best in the World de 2013 foi o último pay-per-view transmitido ao vivo pela internet pela Ring of Honor. Após a transmissão ao vivo do evento, que, como muitos iPPVs da ROH foi marcado por dificuldades técnicas, a Ring of Honor anunciou que deixaria a streaming de shows ao vivo. Em vez disso, todos os futuros grandes shows serão gravados ao vivo e, em seguida, disponibilizados através da internet, no dia seguinte como um vídeo sob demanda.

## Resultados
| No.                            | Resultados | Estipulação                                                                                | Duração |
| ------------------------------ | --- | ------------------------------------------------------------------------------------------ | ------- |
| 1                              | B.J. Whitmer derrotou Mike Bennett (com Bob Evans e Maria Kanellis)                                                                                    | Luta individual                                                                            | 08:51   |
| 2                              | The American Wolves (Davey Richards e Eddie Edwards) derrotaram Adrenaline RUSH (ACH e Tadarius Thomas)                                                | Luta de duplas                                                                             | 12:55   |
| 3                              | Adam Cole derrotou Roderick Strong por contagem. | Luta individual                                                                            | 15:36   |
| 4                              | Michael Elgin derrotou Tommaso Ciampa | Luta individual                                                                            | 20:05   |
| 5                              | Matt Taven (c) (com Truth Martini) derrotou Jimmy Jacobs e Jay Lethal                                                                                  | Luta 3-Way pelo ROH World Television Championship                                          | 14:00   |
| 6                              | reDRagon (Bobby Fish e Kyle O'Reilly) (c) derrotaram S.C.U.M. (Rhett Titus e Cliff Compton) e C&C Wrestle Factory (Caprice Coleman e Cedric Alexander) | Luta 3-Way de duplas pelo ROH World Tag Team Championship                                  | 06:07   |
| 7                              | Matt Hardy derrotou Kevin Steen | Luta sem desqualificações para determinar o desafiante número um ao ROH World Championship | 14:18   |
| 8                              | Jay Briscoe (c) derrotou Mark Briscoe | Luta individual pelo ROH World Championship                                                | 21:22   |
| (c) – Campeão(s) antes da luta | |                                                                                            |         |